# Phillips Idowu
Phillips Idowu (Londres, Reino Unido, 30 de diciembre de 1978) es un atleta británico, especialista en la prueba de triple salto, con la que llegó a ser campeón mundial en 2009.

## Carrera deportiva
En los JJ. OO. celebrados en Pekín en 2008 ganó la medalla de plata en triple salto, con una marca de 17,62 metros, tras el portugués Nelson Évora y por delante del bahamense Leevan Sands.
Al año siguiente, en el Mundial de Berlín 2009 consiguió la medalla de oro, con un salto de 17,73 m, por delante del portugués Nelson Évora, y del cubano Alexis Copello.
Y en el Mundial de Daegu 2011 ganó la medalla de plata, con un salto de 17,77 metros que supuso su mejor marca personal, tras el estadounidense Christian Taylor y por delante de otro estadounidense que ganó el bronce Will Claye.